# Edison Illuminating Company
A Edison Illuminating Company foi uma empresa estabelecida por Thomas Edison em 17 de dezembro de 1880, para construir estações de geração de energia, inicialmente na cidade de Nova Iorque. Sua primeira estação, localizada em Manhattan, foi aberta em 4 de setembro de 1882. A companhia foi o protótipo para outras companhias de iluminação locais que foram estabelecidas nos Estados Unidos durante os anos 1880.